# Kees Jiskoot
Kees Jiskoot (Barendrecht, 4 september 1933 − Goes, 4 september 2015) was een Nederlandse dichter en vertaler van werk van Slavische letterkundigen.

## Biografie
Jiskoot woonde vanaf 1935 bijna heel zijn leven in Zeeland. Hij slaagde in 1960 voor het artsexamen aan de Universiteit Utrecht waarna hij de rest van zijn professionele leven werkte als gouvernements-, huis- en verzekeringsarts. In 1977 begon hij Russisch te leren, in 1987 vertaalde hij zijn eerste Russische gedicht: 'Silentium' van Fjodor Tjoettsjev naar aanleiding van een door NRC-Handelsblad uitgeschreven poëziewedstrijd. Vanaf 1996 verschenen vertalingen van Tjoettsjev, Michail Lermontov en anderen in het tijdschrift De Tweede Ronde, vanaf 2000 verschenen zijn vertalingen ook in het Tijdschrift voor Slavische Literatuur. Hij introduceerde met zijn vertalingen van Larisa Miller haar werk in het Nederlandse taalgebied. Voor zijn vertalingen ontving hij in 2013 de Aleida Schot-prijs.
Behalve vertalingen schreef hij eveneens light verse. Voor dit genre ontving hij in 2003 de Kees Stipprijs.
Jiskoot overleed in 2015 op zijn 82e verjaardag.